# Alessandro Michele
Alessandro Michele (født 25. november 1972) er en italiensk modeskaber, som for nyligt arbejdede som kreativ direktør for det italienske luksusmodehus Gucci, som han havde været ansat hos siden 2002. Han genoplivede Guccis popularitet med sin karakteristiske maksimalistiske stil, bedst kendt som en Geek-Chic æstetik. Siden 2015 var han ansvarlig for Guccis kollektioner og globale image indtil han fratrådte sin rolle i november 2022.

## Biografi

### Tidlige liv
Michele er opvokset i Rom. Hans fare var en teknikker hos Alitalia, og hans mor var en assistent hos en filminstruktør.
I begyndelsen af 1990'erne færdiggjorde Michele sine studier i modedesign ved Accademia di Costume e di Moda i Rom, hvor han lærte at designe både teaterkostumer og tøj.

### Karriere
I 1994 flyttede Michele fra Rom for at arbejde i Les Copains, et italiensk striktøjsfabrikant i Bologna. Tre år senere kom han over i luksusmodehuset Fendi sammen med Silvia Venturini Fendi og Karl Lagerfeld. Han arbejdede sammen med Frida Giannini og blev udpeget som senior accessoriesdesigner med ansvar for mærkets lædervarer.
I 2002 inviterede Tom Ford, Guccis kreative direktør fra 1994 til 2004, Michele til at arbejde for mærkets London-baserede kontor. Han var oprindeligt ansvarlig for mærkets udvikling af håndtasker. I 2006 blev Michele udpeget som seniordesigner for Guccis lædervarer, og i 2011 blev han udpeget som associate creative director til Frida Giannini, kreativ direktør for Gucci siden 2005. Michele blev desuden i 2014 udpeget som kreativ direktør for Richard Ginori, det florentinske porcelænsfirma opkøbt af Gucci i juni 2013.

### Kreativ direktør for Gucci
I januar 2015 bad Marco Bizzari, Guccis administrerende direktør, Michele om at være midlertidig chefdesigner for januarmånedens herrekollektion, hvilket gav ham en uge til at modificere Frida Gianninis oprindelige designs. Michele accepterede udfordringen og introducerede et "nyt Gucci: ikke-konformt, romantisk og intellektuelt". To dage efter januarmånedens modeshow udpegede Kering (ejerne af Gucci) Michele som ny kreativ direktør for Gucci med det mål at genopfinde Guccis image på baggrund af faldende salgstal. En måned senere introducerede Michele en "sofistikeret, intellektuel og androgyn følelse" for Gucci i hans første kvindekollektion.
Mens han producerede nye, ikoniske produkter som Dionysus-håndtasken, genintroducerede han Gucci-klassikere som GG-logoet. Han bevægede sig væk fra Tom Fords "Sexy Gucci"-stil og feminiserede Guccis herretøjskollektioner (han udtalte: "man kan være mere maskulin ved at vise sin feminitet"). Han genbrugte "My Body My Choice"-sloganet, det broderede livmoder-design og datoen "22.05.1978" (datoen for de italienske domstoles beskyttelse af abort som en ret), hvilket transformerede mærket med en politisk vinkel. Han tilføjede dramatiske renæssancekomponenter til Guccis ånd, erstattede modernistiske møbler i Palazzo Alberini-Cicciaporci (Guccis designhovedkontor i Rom) med antikviteter og valgte bygninger med en historisk betydning til sine modeshows.
I 2016 kuraterede Michele to rum i Gucci-museet i Firenze dedikeret til Tom Fords kollektioner. Siden åbningen af Gucci Wooster Boostore i New York City i 2018 har Michele sæsonmæssigt bidraget til kurationen af butikkens varer. I oktober 2018 kuraterede han sammen med Maurizio Cattelan en to måneder lang Gucci-kunstudstilling kaldet "The Artist is Present" i Shanghai.
I 2019 genoplivede Michele Guccis skønhedslinje og Gucci lancerede også sin første fine-jewelry kollektion, som Michele også designede.
Alessandro Michele stoppede som kreativ direktør for Gucci i november 2022.

## Virke
Micheles far var også en ivrig kunstner, som ofte to sin søn med på museer. Hans familie støttede hans interesserede i mode fra en tidlig alder. Som teenager læste han britiske magasiner og var fan af Londons post-punk og nyromantiske gadestil. Hans designs blev beskrevet som eklektiske, flamboyante og maximalistiske, næsten psykedeliske, og draget af flere inspirationskilder der spænder fra film og teater til post-punk, hækling og glamour.
Han referer til sig selv som en kunstarkæolog - en historiker i tøj - nærmere end en kreativ direktør, da han mener at tøj er meningsløse uden en historisk kontekst. I hans "Renæssance"-process udforsker han hvordan udsmykninger og detaljer blev brugt over århundrederne og bringer et kalejdoskopisk miks af tider og kulturer, der resonerer med Gilles Deleuzes idé om "assemblage".

## Personlige liv
Michele er homoseksuel og bor i Rom med sin mangeårige partner, professor i byplanlægning, Giovanni Attili.

## Priser
- 2015: International Fashion Designer Of The Year Award at the British Council Fashion Awards[33]
- 2016:
  - Council of Fashion Designers of America Awards[34][35]
  - International Accessories Designer of the Year Award at the British Council Fashion Awards[36]
  - GQ Men Of The Year Award for best designer[37]
- 2017:
  - Listed in Hypebeast's HB100[38]
  - Time 100 Most Influential People[39]